# Bangalaia lislei
Bangalaia lislei är en skalbaggsart som beskrevs av Jean François Villiers 1941. Bangalaia lislei ingår i släktet Bangalaia och familjen långhorningar. Inga underarter finns listade.